# Мугом (диалект)
Мугом (Mugali, Mugu, Mugum) — диалект тибетского языка, на котором говорят на территориях Катманду, Джумла округа Джумла, в Комитетах Развития Деревень (VDC) Долфу, Кимри, Мангри, Мугу округа Мугу зоны Карнали в Непале, также в округах Дхармшала, Киннаур, Куллу, Ладакх, Манали штата Химачал-Прадеш в Индии.
Мугом имеет диалекты кармаронг (карани, кар-кет, кармай-кат), мугом (мое-кет, мугали, мугомба, мумбай-кат). Ясность между носителями этих диалектов составляет 89 %-93 % (возможно, и выше). Безусловно, этого достаточно, чтобы понять сложные и абстрактные рассуждения. Также мугом похож на языки долпо, локе и хумла, также лексически на 85 % диалекты похожи друг на друга и на 75 % мугом похож на тибетский язык.